# Silver Landings
Silver Landings es el séptimo álbum de estudio de la cantante estadounidense Mandy Moore, lanzado a través de Verve Forecast Records y Universal Music Group en marzo de 2020. Es el primer álbum de estudio de Moore en una década, además marca su regreso a una compañía discográfica dejando atrás su etapa como cantante independiente.

## Antecedentes
En julio de 2012, Moore anunció que estaría colaborando con su entonces esposo, el músico Ryan Adams, en su séptimo álbum de estudio. Ella dijo: «Hay una tremenda influencia en este momento en la casa [...] por la música que me presentaron y por ser muy feliz y en una relación sana y feliz [...] Creo que eso todavía acumula mucho material para escribir». Más tarde dijo: «Hay mucho que decir y mucho que me ha pasado en los últimos tres años más o menos desde que salió el último disco, así que he estado escribiendo mucho y definitivamente va a ser intenso, registro emocional. Estoy emocionada por eso. Estoy emocionada de entrar al estudio y comenzar a grabar». En una entrevista de julio de 2014 con CBS News, Moore dijo que 2014 fue "el año del progreso real hacia adelante" en su séptimo álbum y dijo que era más "peligroso" y "crudo" que sus álbumes anteriores, y dijo que esperaba comenzar a grabar el álbum en el estudio de Adams más tarde en el verano. En septiembre de 2015, Moore dijo que seguía trabajando en el álbum. "He estado trabajando en música constantemente durante los últimos años", explicó. "Creo que 2016 será el resurgimiento de mi música. En mi opinión, ese lado de mi vida ha estado latente durante demasiado tiempo". Landings 4
En julio de 2017, después de su separación de Adams, Moore anunció sus intenciones de volver a la música en una entrevista con la revista People. Ella dijo: "Quiero volver a la música" y  "no tengo un sello discográfico, pero tengo mucha música escrita. ¡El año que viene, he decidido ponerla a la venta!" En julio de 2018, también dijo en Jimmy Kimmel Live! para que ella pueda colaborar con su futuro esposo, el músico Taylor Goldsmith, en su nueva música.

## Recepción

### Crítica
Silver Landings recibió críticas generalmente positivas de los críticos musicales.  En Metacritic, el álbum tiene una puntuación media ponderada de 75 sobre 100, basada en diez críticos, lo que indica "críticas generalmente favorables". AnyDecentMusic? le dio 7.2 de 10, basado en su evaluación del consenso crítico.
Alexandra Pollard de The Independent escribió: "Musicalmente, es encantador: rock y country californiano sueltos y arremolinados, encabezados por melodías para mirar por la ventanilla del tren", y agregó que el álbum «dejará una marca, una que es de Moore y solo de Moore». En la base de datos de música en línea AllMusic, el crítico Timothy Monger opinó: "Entre su cálida pátina sónica y la naturaleza personal de su material, Silver Landings se erige como el trabajo más maduro de Moore hasta la fecha, lo que lo convierte en un regreso fuerte aunque discreto. Asimismo, Gwen Ihnat de Th AV Club's, dijo en su reseña que Moore «finalmente se ha convertido en la voz adulta que sonaba tan discordante en sus éxitos adolescentes como "Candy" y que su composición "revela una madurez más triste y sabia». 
Laura Stanley de Exclaim! le dio al álbum una crítica favorable, afirmando que el álbum "muestra a Moore sin preocupaciones y la alegría que encuentra en ser honesta es alentadora e inspiradora". Eric Danton de Paste Magazine, dijo: "Si Silver Landings no es una colección de canciones de primer nivel, es un regreso prometedor para una artista que está redescubriendo su voz y lo que puede hacer con ella". Pop Matters, expresó opiniones positivas sobre el álbum y dijo que es un "retrato íntimo de la edad adulta y una mirada a la vida al otro lado de alcanzar la fama a una edad temprana. Para el público que creció escuchando a artistas como Moore, es un privilegio absoluto poder experimentar este vistazo de quién es ella ahora y cómo llegó allí".  Brad Nelson de Pitchfork  le dio al álbum una crítica favorable, afirmando que la producción de Mike Viola y la composición de Taylor Goldsmith de Dawes en el álbum le dan "una sensación de calidez y seguridad doméstica".

### Comercio
Silver Landings debutó en el número 134 en la lista Billboard 200 de los Estados Unidos con 6.800 unidades equivalentes a álbumes en su primera semana, que consistió en 6200 copias puras de álbumes y 600 unidades de transmisión de álbumes, según las listas de Rolling Stone. Fue el primer álbum de estudio de Moore que no entró en el Top 100, el álbum solo pasó una semana en la lista.

## Promoción

### Gira Musical
Para promocionar el álbum saldrá de gira por todo Estados Unidos, con North American Tour su primera gira de conciertos después de más de una década. Comenzado el 20 de marzo de 2020 en Pittsburgh y terminando en Denver a principios de mayo.

## Lista de canciones
1. "I'd Rather Lose" - 3:45
2. "Save a Little for Yourself" - 3:39
3. "Fifteen" - 4:09
4. "Tryin' My Best, Los Angeles" - 4:01
5. "Easy Target" - 4:38
6. "When I Wasn't Watching" - 3:29
7. "Forgiveness" - 4:36
8. "Stories Reminding Myself of Me" - 3:57
9. "If That's What It Takes" -4:06
10. "Silver Landings" - 4:43

## Listas Musicales

### Listas Semanales
| Listas (2020)                  | Peak position |
| ------------------------------ | ------------- |
| Estados Unidos (Billboard 200) | 134           |
| Top Album Sales                | 17            |
| Top Current Album Sales        | 17            |
| Rolling Stone Top 200          | 131           |